# Tarsius niemitzi
Tarsius niemitzi és una espècie de primat de la família dels tarsers (Tarsiidae). És endèmic de les Illes Togian (Indonèsia). Té la cua de 245–261 mm i un pes de 104–138 g. Es distingeix d'altres espècies de tarsers per les seves vocalitzacions, la seva distribució i els seus trets genètics. Fou anomenat en honor del primatòleg alemany Carsten Niemitz, considerat «el pare de la recerca en biologia dels tarsers».